# Cosworth

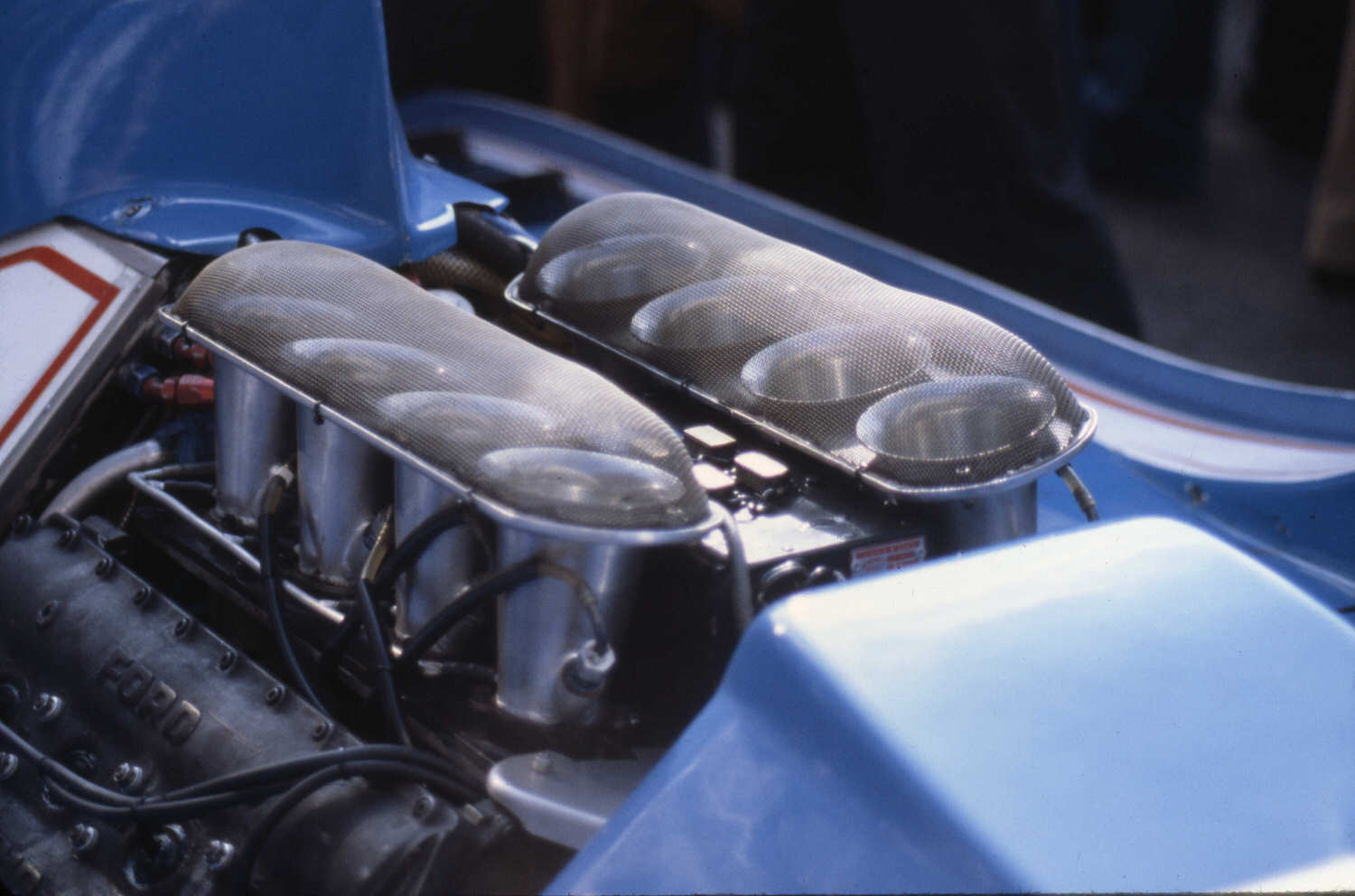
Een Cosworth DFV-motor in een Ligier

Cosworth is een onafhankelijk Britse motorenfabrikant die zich in het bijzonder richt op krachtbronnen met hoge prestaties. Hoewel de fabrikant ook zelf motoren produceert, zoals de Duratec 2 en 2,3 litermotoren, is de fabrikant vooral bekend van de samenwerking met grote autoproducenten als Ford, Subaru, General Motors (Opel), Audi en Mercedes.

## Geschiedenis
Het bedrijf is in 1958 opgericht in Londen door Mike Costin en Keith Duckworth. In het midden van de jaren zestig verhuisde het bedrijf naar Northampton, waar het nog steeds gevestigd is.
Onder de naam Cosworth Technology neemt Audi AG in 1998 de onderdelen Cosworth Engineering, Manufacture and Casting (inclusief de merknaam Coscast) over. In 2005 neemt Mahle Cosworth Technology over en zet het voort onder de naam Mahle Powertrain.
Cosworth zelf wordt in 1998 samen met de elektronicadivisie PI-Research overgenomen door Ford. In 2004 kopen Jerry Forsythe en Kevin Kalkhoven het bedrijf.

## Invloed
Onder autoliefhebbers zijn de invloeden van Cosworth zeer gerespecteerd. In de autosport presteert de DFV (Double Four Valve) ontwikkeld door Ford en Cosworth goed. Ook de populariteit van de Ford Sierra RS Cosworth en de C20XE motor van Opel zijn hier voorbeelden van.
Door de jaren heen is Cosworth met wisselend succes actief geweest in de Formule 1, het Touring Car Championship en de Indy 500.